# Kim Song-i
Pour les articles homonymes, voir Kim.
Dans ce nom coréen, le nom de famille, Kim, précède le nom personnel Song-i.
Kim Song-i est une pongiste nord-coréenne née le 10 août 1994. Avec un style défensif caractéristique, elle a remporté la médaille de bronze du tournoi féminin de tennis de table aux Jeux olympiques d'été de 2016 à Rio de Janeiro.
En 2010, elle participe aux Jeux olympiques de la jeunesse et atteint les quarts de finale du simple, vaincue 4-3 par la future médaillée d'or Gu Yuting, et est quatrième de l'épreuve mixte avec son compatriote Kim Kwang-song — en quarts, la paire s'impose notamment 3-0 contre les Français Céline Pang/Simon Gauzy.
En 2012, elle gagne l'open de Suède du circuit euro-africain de l'ITTF.
Elle est médaillée de bronze dans l'épreuve par équipes des Jeux asiatiques d'Incheon en 2014 et aux championnats du monde par équipes en 2016.